# لويز رانغيل
لويز رانغيل هو لاعب كرة قدم برازيلي في مركز الوسط، ولد في 14 أغسطس 1956 في نيتيروي في البرازيل. لعب مع نادي فورتاليزا.